# António Couto dos Santos
António Fernando Couto dos Santos, né le 18 mai 1949 à Esposende et mort le 6 janvier 2025 à Matosinhos, est un homme politique portugais, membre du Parti social-démocrate (PPD/PSD), ancien ministre d'Aníbal Cavaco Silva entre 1987 et 1993.

## Biographie

### Formation
Après avoir suivi ses études secondaires au lycée Passos Manuel de Lisbonne, António Couto dos Santos obtient une licence de génie chimique à l'Institut supérieur technique de Lisbonne (IST).

### Carrière dans les affaires
António Couto dos Santos a été administrateur de diverses entreprises de l'association entrepreneuriale du Portugal (AEP), à savoir Europarque, Eurisko et Exponor, et vice-président exécutif de l'AEP, avec laquelle il a cessé toute collaboration en 2008. Il a également présidé le conseil d'administration de la Casa da Música.

### Carrière politique

#### Secrétaire d'État
En 1983, António Couto dos Santos est nommé secrétaire d'État, chargé de l'Environnement, auprès du ministre de la Qualité de la vie dans le gouvernement de grande coalition de Mário Soares. Lorsque ce dernier est remplacé, en 1985, par Aníbal Cavaco Silva, il devient secrétaire d'État, chargé de la Jeunesse, auprès du Premier ministre.

#### Ministre et retrait
Élu député à l'Assemblée de la République dans le district de Setúbal aux élections législatives anticipées de 1987, António Couto dos Santos est nommé ministre adjoint, chargé de la Jeunesse, au sein de la présidence du Conseil le 18 août suivant. Un an plus tard, il est choisi pour présider la commission nationale de commémoration des découvertes portugaises.
À la suite des législatives de 1991, Cavaco Silva le désigne ministre adjoint, chargé des Affaires parlementaires, le 5 novembre. Il change cependant de portefeuille, au profit de celui de l'Éducation, le 19 mars 1992, avant de quitter le gouvernement le 7 décembre 1993. Il continue de siéger au Parlement jusqu'en 1995, puis se retire de la vie politique.

#### 2011, le retour
En 2011, le PPD/PSD le désigne tête de liste dans le district d'Aveiro pour les élections législatives anticipées du 5 juin.

### Mort
António Couto dos Santos meurt le 6 janvier 2025 à l'âge de 75 ans à Matosinhos.